# شهرستان ایلوفلینسکی
شهرستان ایلوفلینسکی (به لاتین: Ilovlinsky District) یک شهرستان در روسیه است که در استان ولگوگراد واقع شده‌است.